# Kapiti Coast District
Kapiti Coast District är en territoriell myndighet i regionen Wellington på södra Nordön. Paraparaumu är administrativt centrum och distriktet hade 53 673 invånare vid folkräkningen 2018. Distriktet har fått sitt namn från ön Kapiti Island som ligger strax utanför distriktets kust.

## Demografi

### Befolkningsutveckling
| Befolkningsutvecklingen i 2006–2018 | Befolkningsutvecklingen i 2006–2018 | Befolkningsutvecklingen i 2006–2018 | Befolkningsutvecklingen i 2006–2018 | Befolkningsutvecklingen i 2006–2018 |
| ----------------------------------- | ----------------------------------- | ----------------------------------- | ----------------------------------- | ----------------------------------- |
|                                     |                                     |                                     |                                     |                                     |
| År                                  |                                     |                                     | Folkmängd                           |                                     |
| 2006                                | 2006                                |                                     | 46 197                              |                                     |
| 2013                                | 2013                                |                                     | 49 104                              |                                     |
| 2018                                | 2018                                |                                     | 53 673                              |                                     |
|                                     |                                     |                                     |                                     |                                     |

## Orter
Kapiti Coast District består av följande wards, orter och områden.
| - Ōtaki Ward: - Ōtaki - Te Horo - Hautere - Forest Lakes - Marycrest - Ōtaki North | - Paekākāriki-Raumati Ward: - Paekākāriki: - Paekākāriki - Queen Elizabeth Park - Moonshine Valley - Mackay - Emerald Green - Whareroa - Raumati: - Raumati Beach - Raumati South - Whareroa | - Paraparaumu Ward: - Paraparaumu - Paraparaumu Beach - Maungakotukutuku - Otaihanga - Nikau Valley - Tuteremoana | - Waikanae Ward: - Waikanae - Reikorangi - Peka Peka - Waikanae Downs |